# Cryptocephalus bahilloi
Cryptocephalus bahilloi is een keversoort uit de familie bladkevers (Chrysomelidae). De wetenschappelijke naam van de soort werd in 2003 gepubliceerd door Lopez-Colon.